# قتل جوزلین نانگری
جوزلین نونگری، یک دختر ۱۲ ساله آمریکایی، در شمال هیوستون، تگزاس، ایالات متحده بود که در در ۱۶ ژوئن ۲۰۲۴، مورد تجاوز جنسی قرار گرفت و کشته شد. این پرونده به دلیل شراکت دو مهاجر غیرقانونی از ونزوئلا در قتل او که متهم شدند توجه ملی را به خود جلب کرد. مقامات صبح روز بعد جسد او را در نهری در شمال هیوستون پیدا کردند و مشخص کردند که او توسط خفه کردن مورد تجاوز قرار گرفته و به قتل رسیده است. دادستان‌های تگزاس مظنونان را به اتهام قتل، آدم‌ربایی و تعرض جنسی متهم کرده‌اند.

## قاتلان
گشت مرزی ایالات متحده آمریکا یوهان خوزه مارتینز رانگل را در ۱۴ مارس در نزدیکی ال پاسو دستگیر کرد، اما او در همان روز با دستور شناسایی آزاد شد تا در تاریخ بعدی در دادگاه حاضر شود. گشت مرزی ایالات متحده فرانکلین خوزه پنیا راموس را در ۲۸ مه در نزدیکی ال پاسو دستگیر کرد، اما او نیز با اخطاریه آزاد شد تا در تاریخ بعدی در دادگاه حاضر شود.

## مراحل دادگاه
جان ویتمیر، شهردار هیوستون، خواستار این بود که هر دو متهم بدون قرار وثیقه برای مدت نامعلومی بازداشت شوند. در تاریخ ۲۴ ژوئن، اوراق قرضه ۱۰ میلیون دلاری برای قاتل تعیین شد.